# Paul DeJong

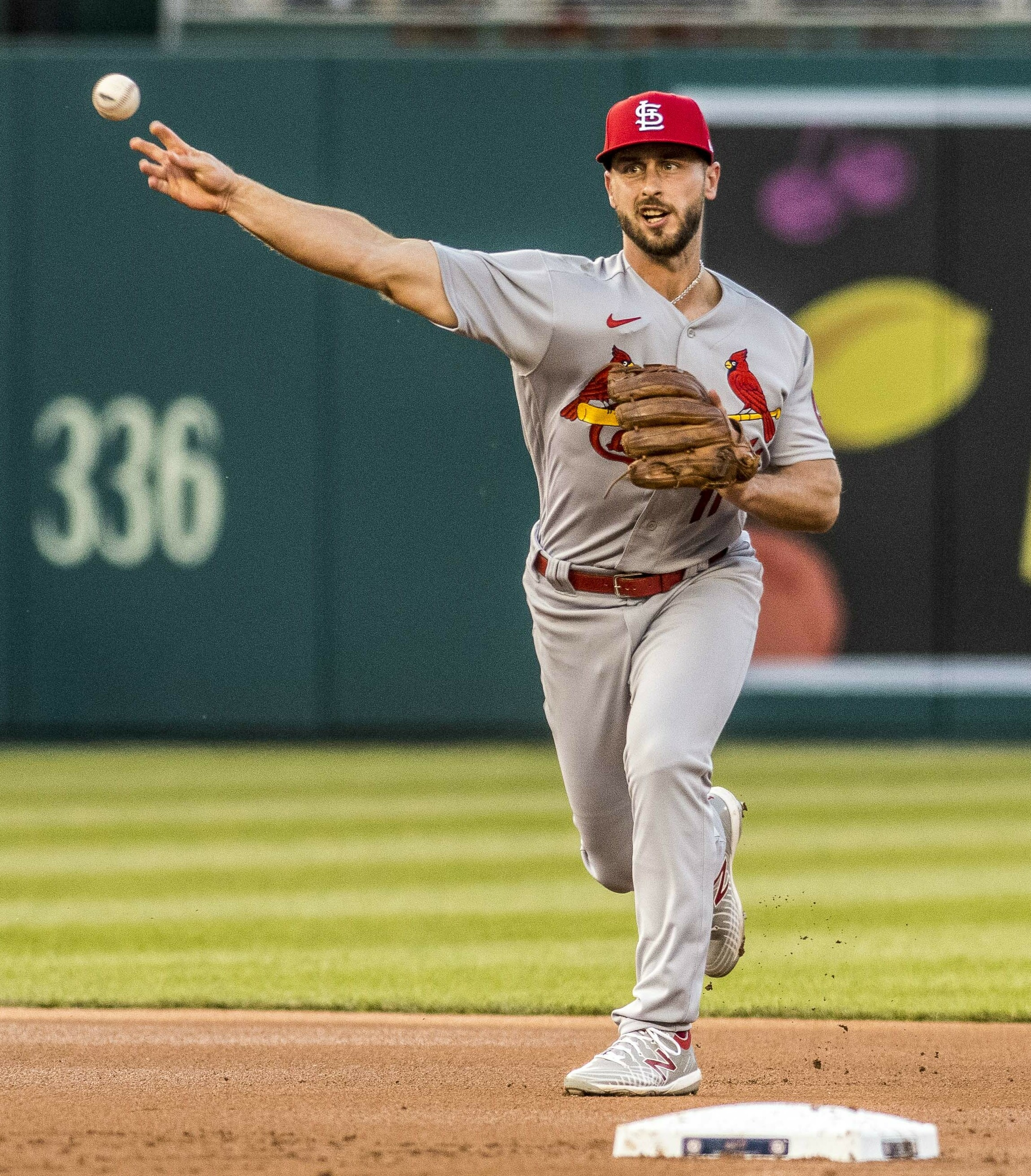
Paul DeJong, 2018.

Paul Sterling DeJong (född den 2 augusti 1993) är en amerikansk professionell basebollspelare shortstops och tredjebasman för Washington Nationals i Major League Baseball (MLB). Han har tidigare spelat för St. Louis Cardinals, Toronto Blue Jays, San Francisco Giants, Chicago White Sox, och Kansas City Royals.
Född i Orlando, Florida, spelade han sin collegekarriär vid Illinois State University (ISU). Han blev vald i den 38:e rundan av Pittsburgh Pirates 2014 men valde att återvända till college och blev istället en fjärde-rundare av Cardinals 2015. Han gjorde senare sin MLB-debut 2017 och ledde National League (NL) shortstops i antal homeruns med 25 den säsongen.

## Tidigt liv
Född i Orlando, Florida, innan han flyttade till Antioch, Illinois, vid 11 års ålder. Hans föräldrar är Keith och Andrea DeJong, och han har två syskon: en bror vid namn Matthew och en syster vid namn Emma. Han växte ursprungligen upp som Atlanta Braves-fan.
Han tog examen från Antioch Community High School 2011. Som senior hade han ett slaggenomsnitt på .430 med fyra homeruns och 30 RBI, vilket ledde sitt lag till en 21–10-rekord. Han blev utsedd till All-area, All-Lake County First-Team och All-North Suburban Conference First-Team.